# Mis huéspedes
Mis huéspedes es una serie de televisión de comedia situacional mexicana transmitida entre 1979 y 1983, bajo la producción de Televisa.

## Argumento
La serie muestra las aventuras de los inquilinos que habitan en la casa de huéspedes de Inocencia, quienes viven diversas situaciones.

## Reparto
| Personaje                                                                                       | Actor                 | Periodo en la serie |
| ----------------------------------------------------------------------------------------------- | --------------------- | ------------------- |
| Inocencia de la Concepción de Lourdes Escarabarzaleta de la Barquera y Dávalos Pandeada Derecha | María Victoria        | 1979-1983           |
| El Tata                                                                                         | Jorge Arvizu          | 1979-1983           |
| Tacho                                                                                           | Alfonso Zayas         | 1979-1982           |
| Motorcito                                                                                       | Joaquín García Vargas | 1979-1983           |
| Doña Matilde                                                                                    | Alicia Montoya        | 1980-1982           |
| Adriana                                                                                         | Usi Velasco           | 1979-1983           |
| Rosita                                                                                          | Begoña Palacios       | 1979-1983           |
| Betty                                                                                           | Arlette Pacheco       | 1982                |
| Pilar                                                                                           | Manolita Saval        | 1982                |

## Producción

### Creación
En 1979, después de la finalización de la serie La criada bien criada, María Victoria rápidamente comenzó a protagonizar Mis huéspedes, un derivado de la primera emisión mencionada.

### Cancelación
En 1982, la transmisión comenzó a presentar problemas debido a sus bajos índices de audiencia, lo que provocó el despido de algunos miembros del reparto de la serie. Con la finalidad de generar más visualizaciones, se empezó a invitar a diversos artistas para que realizaran apariciones especiales. A pesar de estos cambios, un año después, en 1983, la serie fue cancelada luego de llegar a su nivel más bajo de audiencia.